# 1953 في فرنسا
فيما يلي قوائم الأحداث التي وقعت خلال عام 1953 في فرنسا.

## سياسة

### تعيين في المنصب
- 3 مايو – أندريه ماريا رئيس بلدية [الإنجليزية]‏.
- 3 مايو – إدوار دلادييه رئيس بلدية [الإنجليزية]‏.

### انتهاء فترة المنصب
- 23 ديسمبر – رينيه كوتي عضو مجلس الشيوخ الفرنسي.

## رياضة
- 12 أبريل – سباق باريس روبيه 1953
- 5 يوليو – جائزة فرنسا الكبرى 1953 الفائز مايك هاوثورن.

## مواليد

### يناير
- 1 يناير – إميلي كاين ممثلة فرنسية.
- 1 يناير – برونو هنري ممثل فرنسي.
- 1 يناير – دومينيك برنارد ممثل فرنسي.
- 9 يناير – فرانسيس مينيو لاعب كرة قدم فرنسي.

### مارس
- 16 مارس – إيزابيل أوبير ممثلة فرنسية.

### أبريل
- 6 أبريل – مارك بيردول لاعب كرة قدم فرنسي.
- 13 أبريل – بريجيت ترونيو معلمة مرحلة ثانوية فرنسية.
- 22 أبريل – آلان أوريلي سائق رالي فرنسي.

### مايو
- 8 مايو – إيزابيل ألونسو ممثلة فرنسية.
- 22 مايو – فرنسوا بون كاتب فرنسي.

### يونيو
- 3 يونيو – باتريك بلان عالم نبات فرنسي.
- 9 يونيو – آلان دي كارفاليو درّاج طريق فرنسي.
- 11 يونيو – جوزيه بوفيه
- 13 يونيو – جان ديغول سياسي فرنسي.
- 24 يونيو – ألبرت إمون

### يوليو
- 29 يوليو – دومينيك بونا كاتبة فرنسية.

### أغسطس
- 9 أغسطس – جان تيرول عالم اقتصاد فرنسي.
- 10 أغسطس – ميشيل لورنت درّاج طريق فرنسي.
- 12 أغسطس – رولاند كوربيس
- 21 أغسطس – جيرار جانفيون لاعب كرة قدم فرنسي.

### سبتمبر
- 1 سبتمبر – رشيد بوشارب مخرج أفلام فرنسي.
- 3 سبتمبر – جون بيير جونيه مخرج أفلام فرنسي.
- 21 سبتمبر – برنار كومباي سباح فرنسي.
- 24 سبتمبر – إليان كارب
- 26 سبتمبر – رودولف ألكسندر سياسي فرنسي.

### أكتوبر
- 10 أكتوبر – ألبير روست لاعب كرة قدم فرنسي.

### نوفمبر
- 1 نوفمبر – مارك باتا حكم كرة قدم فرنسي.
- 6 نوفمبر – باتريك بيريه درّاج طريق فرنسي.
- 23 نوفمبر – فرانسيس كابريل
- 29 نوفمبر – كريستين باسكال

### ديسمبر
- 3 ديسمبر – روبير غيديغيان
- 9 ديسمبر – جان لويس غاسكيه لاعب كرة قدم فرنسي.
- 28 ديسمبر – ريتشارد كلايدرمان عازف بيانو فرنسي.

## وفيات

### يناير
- 1 يناير – كرا دي فو (مواليد 1867) مستشرق فرنسي.
- 27 يناير – أبيل لافلور (مواليد 1875) فنان فرنسي.

### فبراير
- 1 فبراير – لويس بيرير (مواليد 1875)
- 25 فبراير – فرنسواز أميرة أورليان (مواليد 1902)

### مارس
- 17 مارس – كوليت إيفر (مواليد 1874) كاتبة فرنسية.
- 23 مارس – أليس برين (مواليد 1901) رسامة فرنسية.
- 23 مارس – راؤول دوفي (مواليد 1877) فنان فرنسي.

### مايو
- 25 مايو – إدموند دولاك (مواليد 1882)

### يونيو
- 23 يونيو – ألبرت غليزس (مواليد 1881) رسام فرنسي.

### يوليو
- 4 يوليو – جان بيكريل (مواليد 1878) فيزيائي فرنسي.
- 9 يوليو – هنري بادي (مواليد 1863) رياضياتي فرنسي.
- 16 يوليو – هيلاير بيلو (مواليد 1870)

### أغسطس
- 12 أغسطس – يفغيني باتون (مواليد 1870)

### أكتوبر
- 23 أكتوبر – موريس لوجيون (مواليد 1870)

### نوفمبر
- 3 نوفمبر – غونار أسموسن (مواليد 1884) دراج فرنسي.
- 29 نوفمبر – جوليس بلوخ (مواليد 1880)